# Samuel Gridley Howe
Pour les articles homonymes, voir Samuel Howe et Howe.
Samuel Gridley Howe est un philanthrope américain né le 10 novembre 1801 à Boston et mort le 9 janvier 1876 dans le Massachusetts. 

## Biographie
Après des études de médecine à la Harvard Medical School, il quitte son pays en 1824 pour s'engager en tant que chirurgien auprès des Grecs pendant la guerre d'indépendance grecque. Arrivé en 1825, il participe aux opérations contre Ibrahim Pacha, à une expédition en Crète, puis embarque sur la Kartéria de Hastings. À partir de 1827 il abandonne les activités militaires pour se tourner vers les secours aux civils, organisant des distributions de nourriture et de vêtements envoyés d'Amérique.
En 1831, il retourne aux États-Unis et à Boston en juillet 1832. C'est à partir de cette date qu'il commence à accueillir des enfants aveugles dans la maison de son père à Pleasant Street. Il commence alors à fonder l'Institut Perkins pour les aveugles et en devient le directeur. Grâce à lui, l'institut devient un des centres intellectuels philanthropiques de l’Amérique. En 1837, il introduit Laura Bridgman à l'institut. C'est une jeune femme sourdaveugle dont il sera l'enseignant. Elle deviendra professeure dans cette école et sera la première personne sourdaveugle connu à être éduquée aux États-Unis.
En avril 1843, il épouse Julia Ward Howe avec laquelle il aura 6 enfants : Julia Romana Howe (1844–1886), Florence Marion Howe (1845–1922), Henry Marion Howe (1848–1922), Laura Elizabeth Howe (1850–1943), Maud Howe (1855–1948), et Samuel Gridley Howe, Jr. (1859–1863).
Antiesclavagiste il est également connu pour avoir été plus tard l'un des Secret Six qui ont financé le raid contre Harpers Ferry entrepris par John Brown pour l'abolition de l'esclavage aux États-Unis.
Il meurt le 9 janvier 1876 et est enterré au cimetière de Mount Auburn à Cambridge au Massachusetts(p116).